# フランシス・ファーマー
フランシス・ファーマー（Frances Elena Farmer,  1913年9月19日 - 1970年8月1日）は、アメリカ合衆国の女優。
女優としてよりも、後述のような悲劇的な生涯で知られ、多くの映画・テレビドラマになるなどして語り伝えられている。

## 来歴
シアトル生まれ。高校在学中に「神は死んだ」というエッセイを書き、優秀作品に選ばれた。
ワシントン大学で演劇を専攻、1936年、パラマウント映画のスクリーン・テストに合格し、女優デビュー、『大自然の凱歌』のヒロインを演じて注目された。
しかし、ハリウッドにおける虚飾の生活に次第に嫌気が差したファーマーはニューヨークに渡り、ブロードウェイに出演するが、これがパラマウントの逆鱗に触れて、ハリウッドに連れ戻される。
やがて酒に溺れ、1942年、交通違反取り締まりの際に警官に楯突き、逮捕される。さらにこれを利用したパラマウントの差し金で、1943年に精神医療施設に強制収容され、この間、90回ものインシュリン・ショック療法を施され、繰り返し電気ショックを与えられたり、氷風呂に入れられるなどの荒療治を受けた。1950年に退院、1953年には法的に名誉を回復された。
1950年代後半、数本のテレビドラマに出演、テレビ番組の司会者も務めた。
1970年8月1日、食道癌のため死去、56歳。
1982年、彼女の生涯を描いた映画『女優フランシス』が制作され、ジェシカ・ラングがフランシス役を演じた。作品は高い評価を受けたが、脚色が多く、当時まことしやかに囁かれた、彼女がロボトミーを受けたというデマも事実であるかのように描かれている。

## 主な出演作品
- 家族一連隊 Too Many Parents (1936)
- 空中非常線 Border Flight (1936)
- 愉快なリズム Rhythm on the Range (1936)
- 大自然の凱歌 Come and Get It (1936)
- 報道戦 Exclusive (1937)
- 富豪一代 The Toast of New York (1937)
- 干潮 Ebb Tide (1937)
- ハリウッド・スパイ騒動 World Premiere (1941)
- 無法地帯 Badlands of Dakota (1941)
- 地下室の狂人 Among the Living (1941)
- ベンジャミンの物語 Son of Fury: The Story of Benjamin Blake (1942)
- プレイハウス90 Playhouse 90 (1958) テレビドラマ

## その他
- カナダ、フランスの歌手ミレーヌ・ファルメールの名前は彼女に由来している[5]。
- ニルヴァーナは彼女に因み、「フランシス・ファーマー・ウィル・ハヴ・ハー・リヴェンジ・オン・シアトル」("Frances Farmer Will Have Her Revenge on Seattle")という曲を作っている（「イン・ユーテロ」収録）[6][7]。